# Pseudochazara bithyniae
Pseudochazara bithyniae är en fjärilsart som beskrevs av Gross 1978. Pseudochazara bithyniae ingår i släktet Pseudochazara och familjen praktfjärilar. Inga underarter finns listade i Catalogue of Life.